# Dysgueusie
 (septembre 2018).
Si vous disposez d'ouvrages ou d'articles de référence ou si vous connaissez des sites web de qualité traitant du thème abordé ici, merci de compléter l'article en donnant les références utiles à sa vérifiabilité et en les liant à la section « Notes et références ».
La dysgueusie (ou paragueusie) est une altération du goût. Il en existe différents types :
- l'hypogueusie et l'agueusie (diminution et perte du goût) ;
- l'hétérogueusie (quand le goût perçu n'est pas celui attendu) et la cacogueusie (quand le goût perçu est anormalement désagréable) ;
- la pseudogueusie (perception gustative en l'absence de tout stimulus).

Souvent associée à l'absence de perception d'odeur (partielle ou totale), l'altération du goût est fréquemment due à un rhume ou à une inflammation des voies supérieures (sinusite par exemple). L'altération est alors provisoire et disparaît à la guérison de ce qui l'a provoquée.
Il existe cependant des dysgueusies et agueusies acquises (maladie typique, personnes âgées, traumatismes, etc.).

## Causes
- Rhume
- Sinusite
- Tabagisme
- Diabète
- Atteinte neurologique
- Altération de l'épithélium lingual
- Malnutrition (carences en zinc)
- Perturbations métaboliques
- Antibiothérapie
- Chimiothérapie
- Radiothérapie
- Produits de contraste iodés (utilisés au scanner) et gadolinés (pour une IRM) : sensation de goût métallique dans la bouche décrite par les patients
- Ingestion de pignons de pin autres que provenant de l'espèce pin parasol[2]
- Infections[3]
- Atteinte des voies respiratoires par accident due à l'absence de protection ou à une mauvaise protection contre le contact avec des produits chimiques
- Maladie à coronavirus 2019[4]

## Diagnostic
Il se fait à l’interrogatoire mais peut être objectivé par la gustométrie chimique ou par l’électrogustométrie.

## Traitements possibles
- Corriger les déficiences en zinc, sous la forme de gluconate de zinc (en)
- Amélioration post-radiothérapique[Quoi ?]
- Amélioration de l'hygiène buccale